# Stenalcidia fraudulentaria
Stenalcidia fraudulentaria là một loài bướm đêm trong họ Geometridae.